# GuitarFreaks et DrumMania
 (avril 2020).
Si vous disposez d'ouvrages ou d'articles de référence ou si vous connaissez des sites web de qualité traitant du thème abordé ici, merci de compléter l'article en donnant les références utiles à sa vérifiabilité et en les liant à la section « Notes et références ».
Guitar Freaks et DrumMania est une série de jeux vidéo développés par Bemani, une division de Konami. Il s'agit d'un jeu de rythme ou jeu musical.

## Manettes

### Manette GuitarFreaks
GuitarFreaks, comme le nom le suggère, se joue grâce à un controller en forme de guitare. Il est possible de jouer avec la manette Dualshock de la Playstation et dans certains opus le controller de Guitar Hero.
Dans la version arcade, le joueur dispose d'une guitare en plastique en guise de contrôleur, comportant un levier à l'emplacement de la rosace simulant les cordes, et trois boutons colorés sur le manche (rouge, vert, bleu) simulant les accords. Pas loin de ce levier, on note un bouton Start et un bouton Select. Ce dernier permet de revenir en arrière dans les menus..
Pendant le jeu, le bouton Select permet également de choisir différents effets qui modifient le son de la guitare. Il y a cinq effets différents :
1. Auto-gain - Beaucoup plus fort ! (Jaune)
2. High pitch - Ajoute de bizarres sons vibrants à chaque note (Rouge)
3. Echo - Crée des effets sympa genre rêve (Vert)
4. Delay - Retarde le son d'une seconde ou deux (Orange)
5. Shriek - Ajoute des sons aigus genre Halloween (Bleu)

### Manette DrumMania
DrumMania se joue avec un contrôleur en forme de batterie électrique : Cinq "toms" sont alignés avec de gauche à droite le "hi-hat", "snare drum", "high tom", "low tom" et "cymbal", et il faut les frapper avec des baguettes. Il y a également une pédale pour le pied à brancher près du "snare drum" et du "high tom". Pendant le jeu, cette pédale est bien sûr mise sous le pied.
La pédale officielle pose quelques problèmes en utilisation normale : En effet, elle détecte assez mal les "tapements" avec les orteils. Il faut alors essayer de surélever la pédale ou mieux, la retourner et frapper avec son talon.

## Système de jeu
Pour commencer, le joueur doit sélectionner un niveau de difficulté puis une chanson. Alors apparaît à l'écran une interface composée de trois ou quatre colonnes avec un repère en bas. Une colonne correspond à une couleur et est attribuée à un bouton sur le manche. Les bornes peuvent généralement accueillir 2 joueurs.
Des barres colorées descendent dans chacune des trois colonnes; lorsque ces barres passent su le repère, le joueur doit « gratter » (c’est-à-dire basculer le levier) tout en ayant déjà fait l'"accord" (c’est-à-dire en ayant enfoncé les boutons correspondants). Si l'accord est réussi, on entend les notes de guitare électrique venant ainsi compléter la musique.
Quand un symbole de guitare arrive sur le repère dans la quatrième colonne, le joueur peut lever le manche afin d'obtenir un "wailing bonus".
La justesse du joueur est jugée sur chaque note, par différente appréciation : Perfect (parfait), Great (super), Good (bon), Poor (médiocre), and Miss (raté). Obtenir des Poor ou des Miss fera baisser la « gauge de groove » tandis que jouer correctement la remplira. Si la gauge de groove est complètement vide, la partie s'achève. Le joueur pourra jouer deux chansons en mode débutant, trois en mode standard et 4 en mode non stop. Dans ce dernier mode, la jauge ne se remplit jamais et les chansons choisies s'enchaînent. Si le joueur joue très bien, il peut obtenir un, voire deux, stage bonus.
À la fin d'une chanson, le joueur obtient une lettre en guise de classement pour leur performance. Les classements s'échelonnent de cette manière : E → D→ C→ B → A → S → SS, E étant la pire note et SS la meilleure.
La plupart des chansons ont trois difficultés : Basic, Advanced et Extreme. De GFDM 1 à 4, la difficulté des chansons vont jusqu'à 10, puis jusqu'à 100 à partir de GFDM 4.

## Versions
| Titre                                                     | Plateforme    | Région        | Date de sortie    |
| --------------------------------------------------------- | ------------- | ------------- | ----------------- |
| GuitarFreaks                                              | Arcade        | Japan         | 16 février 1999   |
| GuitarFreaks                                              | Arcade        | North America | ?                 |
| GuitarFreaks                                              | PlayStation   | Japan         | 29 juillet 1999   |
| GuitarFreaks 2ndMix                                       | Arcade        | Japan         | 10 juillet 1999   |
| GuitarFreaks 2ndMix                                       | PlayStation   | Japan         | 24 février 2000   |
| DrumMania                                                 | Arcade        | Japan         | 10 juillet 1999   |
| DrumMania                                                 | PlayStation 2 | Japan         | 4 mars 2000       |
| GuitarFreaks 3rdMix & DrumMania 2ndMix                    | Arcade        | Japan         | 21 avril 2000     |
| GuitarFreaks 3rdMix & DrumMania 2ndMix                    | PlayStation 2 | Japan         | 7 décembre 2000   |
| GuitarFreaks 3rdMix & DrumMania 2ndMix                    | Arcade        | Japan         | 13 septembre 2000 |
| GuitarFreaks 3rdMix & DrumMania 2ndMix                    | PlayStation 2 | Japan         | 20 septembre 2001 |
| GuitarFreaks 5thMix & DrumMania 4thMix                    | Arcade        | Japan         | 17 mars 2001      |
| GuitarFreaks 6thMix & DrumMania 5thMix                    | Arcade        | Japan         | 13 septembre 2001 |
| GuitarFreaks 7thMix & DrumMania 6thMix                    | Arcade        | Japan         | 28 février 2002   |
| GuitarFreaks 8thMix & DrumMania 7thMix                    | Arcade        | Japan         | 30 août 2002      |
| GuitarFreaks 8thMix & DrumMania 7thMix (Power-Up Version) | Arcade        | Japan         | 29 novembre 2002  |
| GuitarFreaks 9thMix & DrumMania 8thMix                    | Arcade        | Japan         | 2 avril 2003      |
| GuitarFreaks 10thMix & DrumMania 9thMix                   | Arcade        | Japan         | 8 octobre 2003    |
| GuitarFreaks 11thMix & DrumMania 10thMix                  | Arcade        | Japan         | 22 avril 2004     |
| GuitarFreaks & DrumMania V                                | Arcade        | Japan         | 23 février 2005   |
| GuitarFreaks & DrumMania V                                | PlayStation 2 | Japan         | 16 mars 2006      |
| GuitarFreaks & DrumMania V2                               | Arcade        | Japan         | 24 novembre 2005  |
| GuitarFreaks & DrumMania V2                               | PlayStation 2 | Japan         | 22 novembre 2006  |
| GuitarFreaks & DrumMania Masterpiece Silver               | PlayStation 2 | Japan         | 31 août, 2006     |
| GuitarFreaks & DrumMania V3                               | Arcade        | Japan         | 13 septembre 2006 |
| GuitarFreaks & DrumMania V3                               | Arcade        | Europe        | ?                 |
| GuitarFreaks & DrumMania V3                               | PlayStation 2 | Japan         | 4 octobre 2007    |
| GuitarFreaks & DrumMania Masterpiece Gold                 | PlayStation 2 | Japan         | 8 mars 2007       |
| GuitarFreaks & DrumMania V4 RockxRock                     | Arcade        | Japan         | 8 août 2007       |
| GuitarFreaks & DrumMania V4 RockxRock                     | Arcade        | Asia          | 2007              |
| GuitarFreaks & DrumMania V4 RockxRock                     | Arcade        | Europe        | ?                 |
| GuitarFreaks & DrumMania V5 Rock to Infinity              | Arcade        | Japan         | 18 juin 2008      |
| GuitarFreaks & DrumMania V5 Rock to Infinity              | Arcade        | Asia          | 2008              |
| GuitarFreaks & DrumMania V6 Blazing!                      | Arcade        | Japan         | 9 août 2009       |
| GuitarFreaks & DrumMania XG                               | Arcade        | Japan         | 10 mars 2010      |
| GuitarFreaks & DrumMania V7                               | Arcade        | Japan         | 25 mars 2010      |
| GuitarFreaks & DrumMania XG2 : Groove to Live             | Arcade        | Japan         | 9 mars 2011       |
| GuitarFreaks & DrumMania V8                               | Arcade        | Japan         | 28 mars 2011      |
| GuitarFreaks & DrumMania XG3                              | Arcade        | Japan         | 23 février 2012   |
| Gitadora                                                  | Arcade        | Japan         | 14 février 2013   |
| Gitadora OverDrive                                        | Arcade        | Japan         | 5 mars 2014       |
| Gitadora Tri-Boost                                        | Arcade        | Japan         | 21 avril 2015     |
| Gitadora Tri-Boost Re:EVOLVE                              | Arcade        | Japan         | 14 décembre 2016  |
| Gitadora Matixx                                           | Arcade        | Japan         | 6 septembre 2017  |

En Asie, outre le Japan, les dix premiers jeux de DrumMania portent le nom de PercussionFreaks.
La version PlayStation 2 de GuitarFreaks 4thMix & DrumMania 3rdMix se nomme ギタドラ! GuitarFreaks 4thMix & DrumMania 3rdMix. C'est le premier jeu qui comprend Gitadora dans son titre.

## Mode Session
Certaines versions de Guitar Freaks peuvent être reliées à DrumMania, un jeu dans le même genre simulant une batterie, en permettant alors de jouer de façon synchronisée.